# آدام ایتون (بازیکن فوتبال)
آدام ایتون (انگلیسی: Adam Eaton؛ زادهٔ ۲ مهٔ ۱۹۸۰) بازیکن فوتبال اهل بریتانیا است.
از باشگاه‌هایی که در آن بازی کرده‌است می‌توان به باشگاه فوتبال پرستون نورث اند، باشگاه فوتبال منزفیلد تاون، باشگاه فوتبال ویگان اتلتیک، و باشگاه فوتبال اورتون اشاره کرد.